# Jean Gustave Schoup
Jean Gustave Schoup (Antwerpen, 21 februari 1893 – Sassenheim, 5 juni 1944), ook wel Jan Gustaaf Schoup genoemd in publicaties, was een Belgisch journalist, zakenman, antimilitarist, romanschrijver en vertaler.
Schoup behaalde in 1911 zijn diploma aan de Sint Ignatius Handelshogeschool in Antwerpen.
Schoup werd in 1913 opgeroepen voor het Belgische leger, maar omdat hij vond dat dit leger niet opgewassen was tegen het Duitse of het Franse leger deserteerde hij en vluchtte in oktober 1914 naar Nederland, waar hij sindsdien vrijwel zijn hele leven verbleef. In 1919 trouwde hij in Den Haag met Theodora Maria Uhl (Nijmegen, 26 juli 1888 – Den Haag, 3 september 1954), met wie hij twee kinderen kreeg; zoon Henri Schoup (Den Haag, 15 juni 1921 – Lamlash, Isle of Arran (Schotland), 25 november 1999), die eveneens journalist werd, en een dochter Catharina Elisabeth Schoup, die slechts 6 jaar oud werd.
Hij publiceerde vier boeken
- In Vlaanderen heb ik gedood (1932)
- Een vrek (1933)
- Blanke boeien (1934)
- Geldhonger (1935)

Tevens was Schoup als vertaler actief. Zijn vertalingen werden niet door iedereen gewaardeerd, met name E. du Perron had stevige kritiek op zijn werk:
Als je echt een goede vertaling wilt, moet je, (als je kunt) de heer Schoup verbieden aan je boek te komen.
In november 1933 publiceerde Jean Gustave Schoup De geldbronnen van het Nationaal-Socialisme – Drie gesprekken met Hitler. In dit 99 pagina's tellende boekje beweerde een Amerikaanse bankier genaamd Sidney Warburg dat Hitler in de periode 1929-1933 uit de kringen van onder andere John D. Rockefeller en Royal Dutch Shell in totaal 32 miljoen dollar ontvangen zou hebben. Schoup zou de tekst uit het Engels vertaald hebben en als zodanig werd het door uitgeverij Van Holkema & Warendorf uitgegeven. De controverse rond dit boek werd zo groot, dat de hele oplage uit de handel werd genomen en in januari 1934 werd vernietigd. Het boek was dan ook een vervalsing en door Schoup zelf geschreven. Later en vooral na 1945 is het boek in een aantal complottheorieën gaan figureren.
Schoup was bovenal een grote fantast en ook oplichter. Tijdens de Tweede Wereldoorlog trachtte hij een rol te spelen als bemiddelaar voor de illegaliteit om onder meer gevangengenomen verzetsmensen vrij te kopen. Hij beweerde een vluchtlijn te onderhouden waarmee hij mensen naar Zwitserland kon doorsluizen. Schoup wist aanzienlijke bedragen los te praten maar hield dit voor zichzelf. Hij kocht daar onder meer panden van die door Joden gedwongen waren verlaten. Op 23 juni 1944 werd Schoup door mensen uit het Rotterdamse verzet nabij Lisse geliquideerd.
- Biografisch Portaal: 76550209
- Digitale Bibliotheek voor de Nederlandse Letteren: scho051
- Gemeinsame Normdatei: 1041899238
- International Standard Name Identifier: 0000 0003 9446 1926
- Library of Congress Control Number: no2015013619
- Nederlandse Thesaurus van Auteursnamen: 069468699
- Virtual International Authority File: 289007985
- WorldCat: E39PBJpdMjP3Yj3Hg4hKwpBkjC